# القصور (تونس)
القصور (به عربی: القصور) یک منطقهٔ مسکونی در تونس است که در استان کاف واقع شده‌است. القصور ۵٬۵۷۶ نفر جمعیت دارد.